# Ил Борго (Арецо)
Ил Борго је насеље у Италији у округу Арецо, региону Тоскана.
Према процени из 2011. у насељу је живело 69 становника. Насеље се налази на надморској висини од 305 м.